# دونالد وونغ
دونالد وونغ (بالإنجليزية: Donald Wong)‏ هو صاحب مطعم وسياسي أمريكي، ولد في 15 يناير 1952. حزبياً، نشط في الحزب الجمهوري. وقد انتخب عضو مجلس نواب ماساتشوستس.

## وصلات خارجية
- الموقع الرسمي